# Brody (huyện)
Huyện Brody (tiếng Ukraina: Бродівський район, chuyển tự: Brodys'kyi raion) là một huyện của tỉnh Lviv thuộc Ukraina. Huyện Brody có diện tích 1162 km², dân số theo điều tra dân số ngày 5 tháng 12 năm 2001 là 63545 người với mật độ 55 người/km2. Trung tâm huyện nằm ở Brody.